# Siège de Lérida (1644)
Pour les articles homonymes, voir Siège de Lérida.
Guerre de Trente Ans
Batailles
Le siège de Lérida de 1644 fut l'un des épisodes de la guerre des faucheurs.

## Contexte
Depuis la révolte du Corpus de Sang, l'armée de Philippe IV d'Espagne occupe Tortosa et Tarragone et, le 17 janvier 1641, avant la pénétration de l'armée espagnole, Pau Claris, alors à la tête de la Généralité de Catalogne, proclame la République catalane et décide une alliance politique et militaire avec la France, plaçant la Catalogne sous la protection de Louis XIII de France. Quelques jours plus tard, avec l'aide de l’armée française, le gouvernement obtient une victoire militaire à la bataille de Montjuïc, le 26 janvier 1641, et les troupes espagnoles se retirent à Tarragone où elles sont assiégées par la flotte française de Henri d'Escoubleau de Sourdis et des troupes au sol de Philippe de la Mothe-Houdancourt jusqu'à ce que les Espagnols construisent une flotte commandée par García Álvarez de Toledo y Mendoza, laquelle a pu approvisionner la ville et faire fuir les troupes françaises dans le Roussillon.
Une colonne espagnole de 4 500 hommes sort de Tarragone le 23 mars 1642 pour remonter au nord vers le Roussillon mais elle est arrêtée à Collioure durant le mois de mars.

## Siège
Le 13 mai 1644, l'armée espagnole commandée par Felipe da Silva (en) vient mettre le siège devant Lérida, défendue par La Mothe-Houdancourt et par le capitaine catalan Josep Margarit, nommé gouverneur de la Catalogne par Louis XIII. Après des combats intenses, la ville se rend le 30 juillet. La Mothe-Houdancourt tombe en disgrâce : il est remplacé par Henri de Lorraine-Harcourt.

## Conséquences
Les Français tentent à deux reprises de reprendre Lérida, lors du siège de 1646 et de celui de 1647. Ils échouent et doivent abandonner la Catalogne.